# Bobcat Company
Bobcat Company (Bobcat englisch für Rotluchs) ist ein US-amerikanischer Hersteller von Kompaktladern, Baggern, Teleskopladern, Allrad-Mehrzweckfahrzeugen und den dazugehörigen Anbaugeräten.

## Geschichte
Zwei Schmiede, die Maschinen für die Bauern der Gegend herstellten, gründeten 1947 in North Dakota, Vereinigte Staaten, die Melroe Manufacturing Company. 1960 kam der erste Kompaktlader auf den Markt. Er verfügte über eine Panzerlenkung. Dabei werden zum Lenken die Räder einer Seite schneller angetrieben oder abgebremst. Über die Clark Equipment Company gelangte die Produktion der Bobcat-Lader 1970 in die Scheid Maschinenfabrik in Villmar. 1972 wurde die gesamte Produktion nach North Dakota verlegt.
1995 wurden Melroe und Clark von Ingersoll Rand übernommen. 2001 gab es eine Übernahme der Superstav mit Sitz in Dobříš, Tschechien. 2007 wurde eine neue Fertigungsstätte in Dobříš eröffnet und die Bobcat Company durch Ingersoll Rand an Doosan Infracore verkauft.
Nach der Übernahme durch Doosan kam es zu einem Joint Venture zwischen Doosan (Bobcat) und Daedong (Kioti Traktoren) für den Vertrieb von Kompakt-Traktoren (CUT; Compact Utility Tractor) im nordamerikanischen Markt. Der Markenname war Bobcat, die Technik wurde von Kioti gestellt. Letztere erhielt im Gegenzug Zugang zum Bobcat-Händlernetz. Die Produktion endete um 2013.
Bis 2014 wurden insgesamt 1 Mio. Kompaktlader von Bobcat hergestellt.
2016 eröffnete Bobcat im Star Park in der Nähe von Halle (Saale) ein Distributions- und Ersatzteilzentrum mit 130 Mitarbeitern.
Am 1. Januar 2018 wurden Doosan Infracore und Doosan Bobcat zu unabhängigen Unternehmen getrennt, was eine siebenjährige Partnerschaft beendete. Im Juli 2021 wurde Doosan Infracore von Hyundai Heavy Industries übernommen, das etwa 722,45 Millionen US-Dollar für eine 30%ige Kontrollbeteiligung an dem Unternehmen zahlte. Doosan Infracore wird eine Tochtergesellschaft der neu gegründeten Hyundai Genuine Gruppe. Bobcat hingegen bleibt Teil der Doosan Group, da sich der Hauptanteilseigner am 1. Juli 2021 auf Doosan Heavy Industries geändert hat, bevor der Verkauf von Doosan Infracore stattfand.

## Typen
Bobcat vertreibt unter anderem die folgenden Typenserien:
- Die S-Serie umfasst kompakte Radlader, die entweder mit einer Schaufel, einer Gabel oder einem Grabgerät ausgerüstet werden können. Die Maschinen haben einen Vierradantrieb und werden vor allem für den Garten- und Landschaftsbau verwendet.
- Die T-Serie umfasst Teleskoplader, mit denen man Lasten in die Höhe bewegen kann. Diese werden in verschiedenen Ausführungen für die Bauindustrie oder für die Landwirtschaft angeboten.
- Die E-Serie umfasst Kompaktbagger mit geringem Platzbedarf, denn der Oberwagen dreht sich, ohne die Abmessung der Raupen zu überschreiten.
- Die T-Serie umfasst Kompakt-Raupenlader.
- Die CT-Baureihe umfasste Traktoren mit Kioti-Technik und wurde in Nordamerika verkauft. Identifiziert wurden drei Modelle, CT122, CT235 und CT440. Die Produktion endete um 2013.

- Als Anbaugeräte werden Erdbohrer, Anbaubagger, Schilde, Schaufeln. Löffel, Forstmulcher, Greifer, Forken, Hydraulikhämmer, Palettengabeln, Kehrschaufeln, Baumverpflanzer, Grabenfräse und einige andere für spezielle Einsätze verkauft.

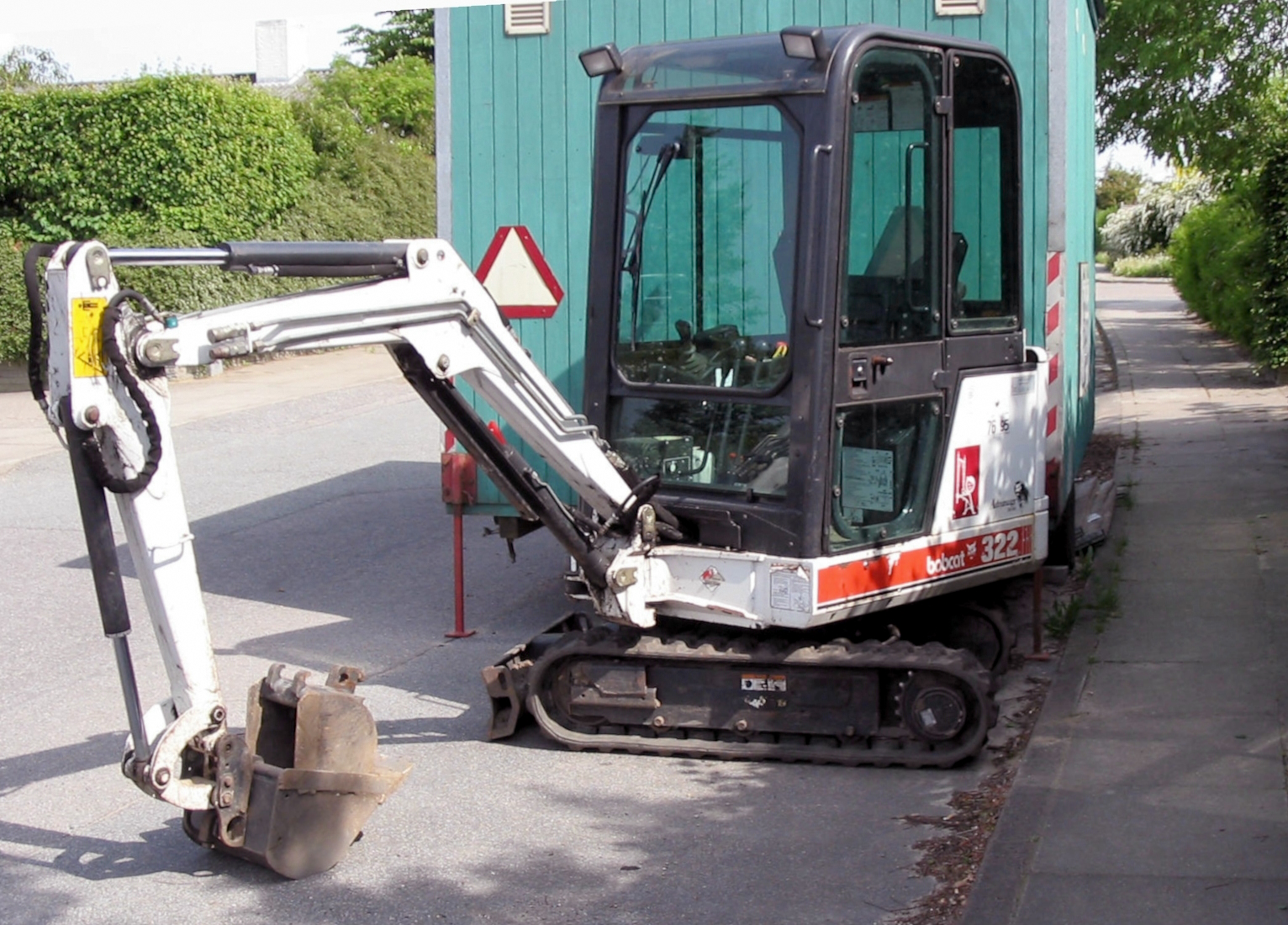
Kompaktbagger
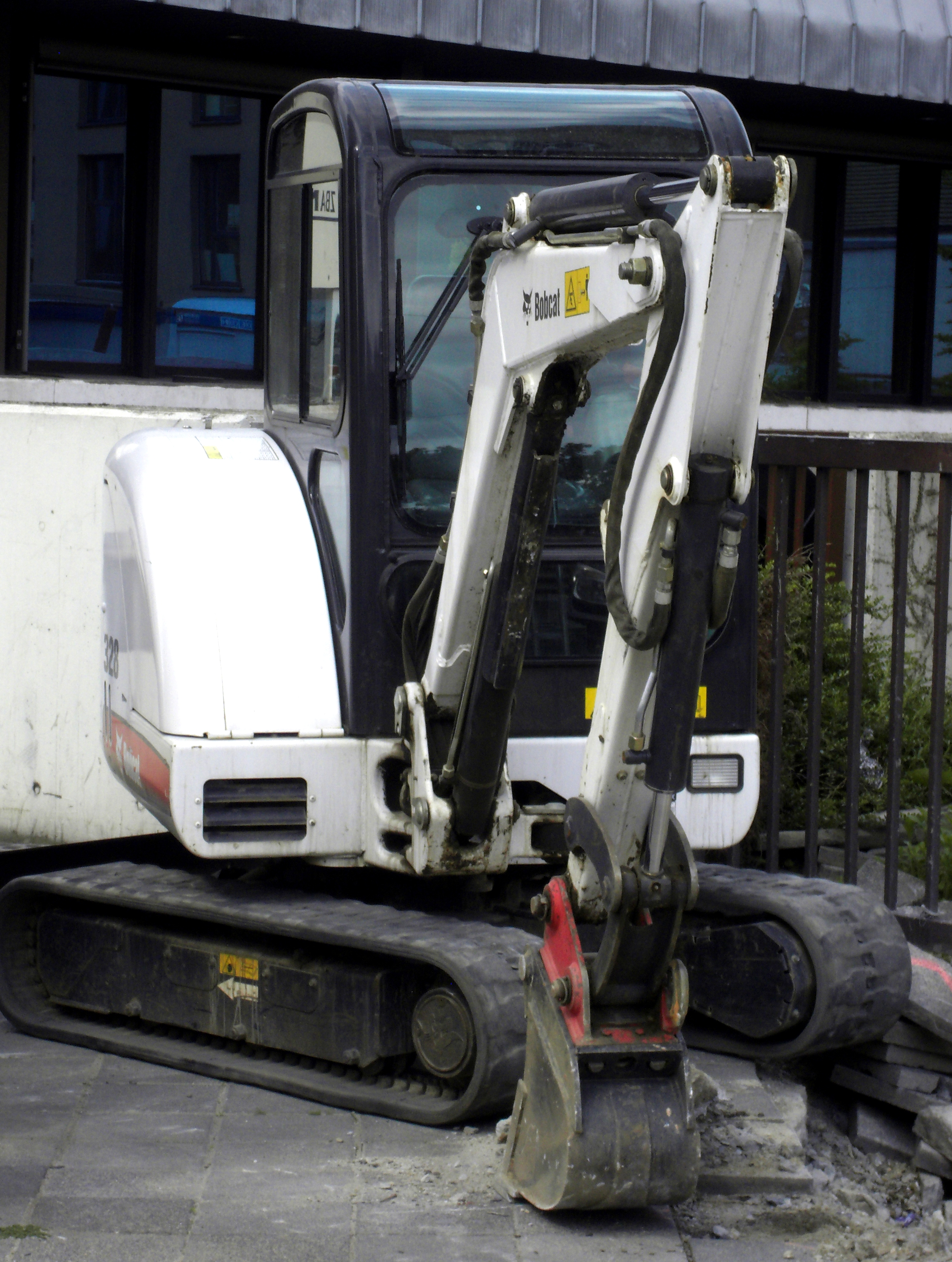
Minibagger Bobcat 328
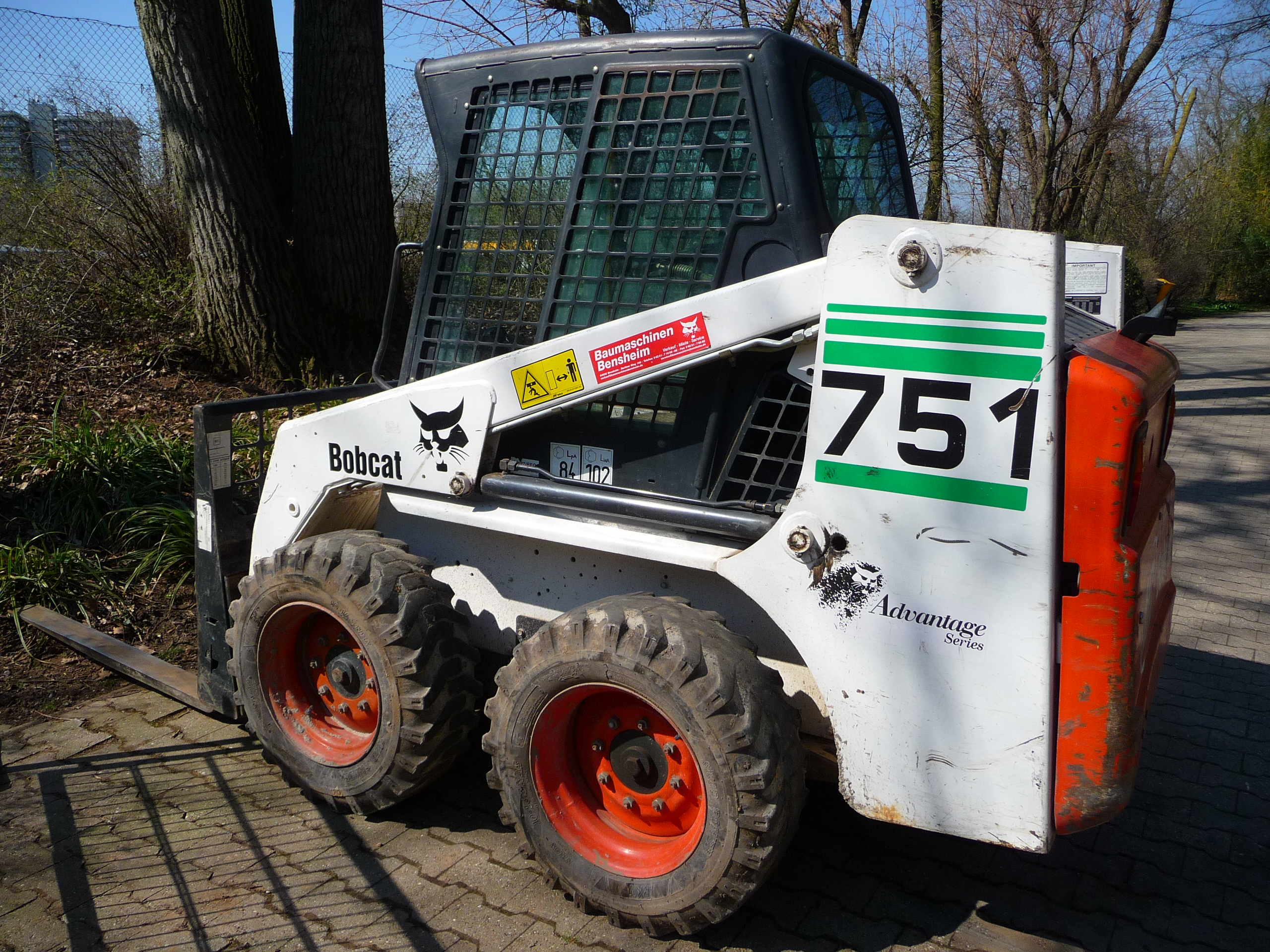
Kompaktlader
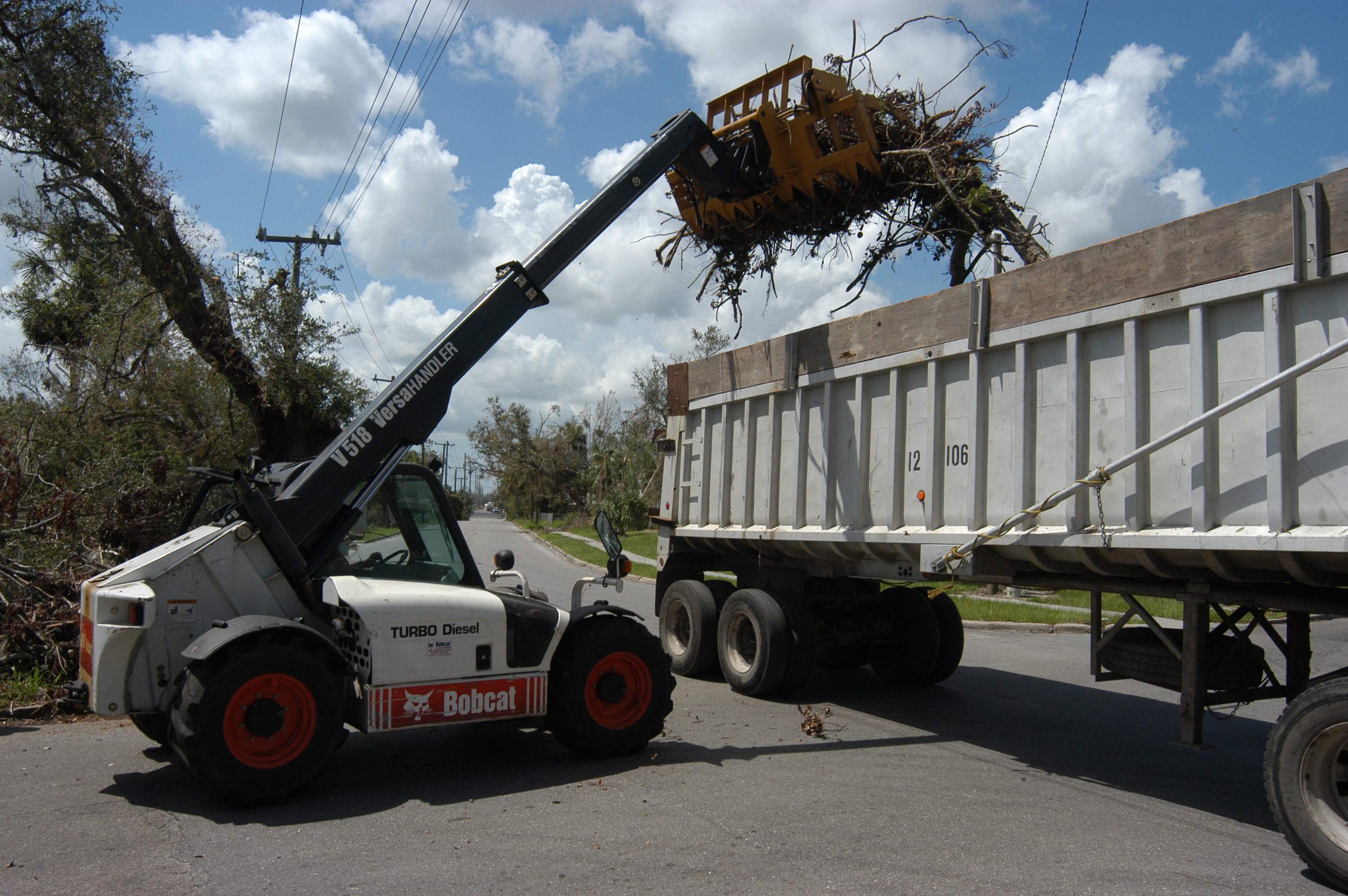
Teleskoplader
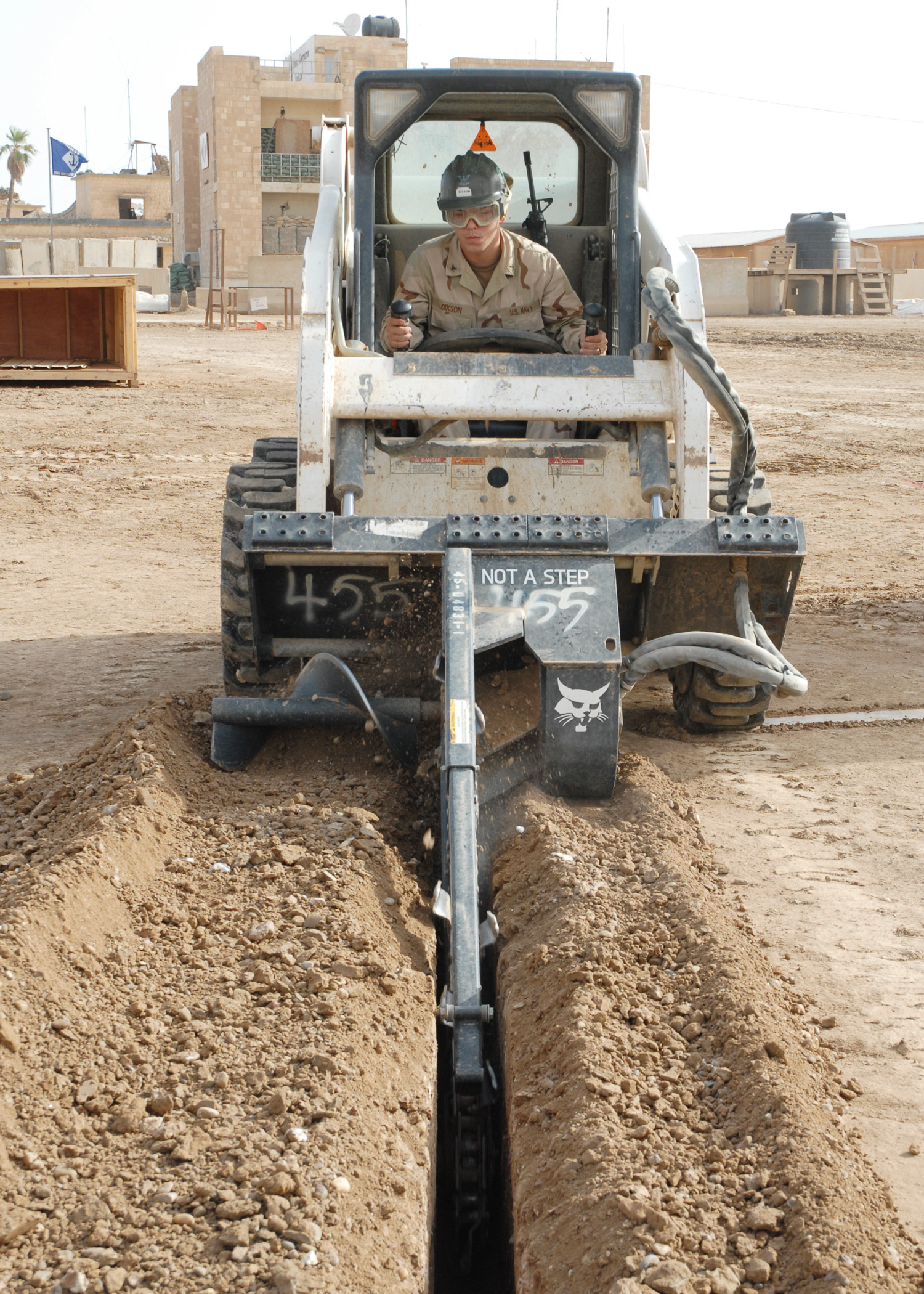
Lader mit Grabenfräse
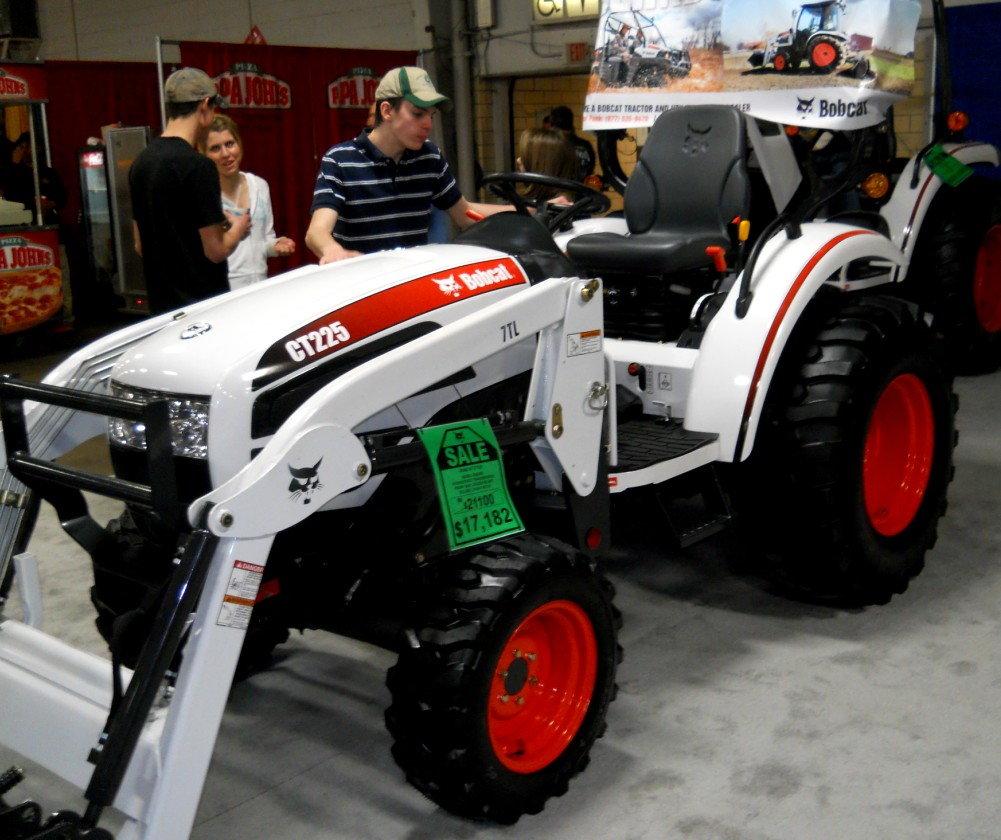
Traktor (Kioti-) Bobcat CT225 MFWD von 2010